# Здравец (Варненская область)
Здравец (болг. Здравец) — село в Болгарии. Находится в Варненской области, входит в общину Аврен. Население составляет 319 человек.

## Политическая ситуация
В местном кметстве Здравец, в состав которого входит Здравец, должность кмета (старосты) исполняет Паунка Димитрова Коларова (коалиция в составе 2 партий: Национальное движение «Симеон Второй» (НДСВ), Болгарская социал-демократия (БСД)) по результатам выборов.
Кмет (мэр) общины Аврен — Красимир Христов Тодоров (коалиция в составе 2 партий: Национальное движение «Симеон Второй» (НДСВ), Болгарская социал-демократия (БСД)) по результатам выборов.

## Знаменитые уроженцы
- Стоян Апостолов (р.1946) — борец, призёр Олимпийских игр